# Avinguda Tibidabo
Avinguda Tibidabo – stacja końcowa na linii 7 metra w Barcelonie. Stacja znajduje się w dzielnicy Sarrià-Sant Gervasi.
Stacja została otwarta w 1954, kiedy ukończono odcinek od stacji Gràcia.